# 599 Lexington Avenue
599 Lexington Avenue är en skyskrapa på Manhattan i New York, New York i USA. Byggnaden ritades av arkitekten Edward Larrabee Barnes och uppfördes 1986. Skyskrapan ägs av real estate investment trusten Boston Properties, Inc.
Nuvarande hyresgäster i skyskrapan är bland annat
- Aksia LLC
- Cogent Partners
- Cowen Inc.
- K&L Gates LLP
- Reed Smith LLP
- Welsh, Carson, Anderson & Stowe
- Wexner Foundation